# Banqueting
Banqueting è un termine di origine inglese che si riferisce all'attività di preparazione di cibi e bevande nell'organizzazione di banchetti. Indissolubilmente legato all'attività di catering o refezione che si occupa di tutte le operazioni di approvvigionamento di alimenti.
Tuttavia c'è spesso molta confusione tra questi due tipi di attività della ristorazione e il termine catering può essere usato comunemente per comprendere anche attività di banqueting o come suo sinonimo.
Questo tipo di servizio può essere svolto all'interno di sedi abituali e circoscritte, come nel caso del servizio di banqueting realizzato all'interno di hotel, centri congressi, sale per banchetti, oppure in sedi individuate di volta in volta per ospitare eventi particolari, quali spiagge, ville, palazzi, castelli o dimore storiche.